# Melhoun
Melhoun  (ou  el malhoun ou malhun, en arabe : الملحون) est un mot arabe qui regroupe toute la poésie populaire écrite en arabe maghrébin qu'elle soit nomade ou citadine. Il désigne l'état de la langue arabe qui sert à l’expression de certaines formes de poésie dialectale au Maghreb, ainsi que cette poésie elle-même.

## Etymologie
Le terme məlḥūn tire son origine du terme lahn, qui signifie « s’écarter de la norme linguistique », en l’occurrence de l'arabe littéraire. Il ne provient pas du mot lahn au sens de « mélodie », comme l’affirme Moḥammad al-Fassi.
Le melhoun proprement dit porte également divers noms, tels que qassīda zadjaliyya ou ʿilm mawhūb/mūhūb, en raison de son caractère perçu comme un art inné, ou encore simplement klam, qui désigne plus spécifiquement des poèmes strophiques ou dérivés de la qasida classique. Au Maghreb, plusieurs genres de poésie populaire en dialectal sont apparus ou ont été importés, notamment la buqāla, le hawfi et le zadjal.

## Histoire
Le melhoun s'est développé sous une forme littéraire ne respectant pas la structure de la poésie classique,.
D'après Ibn Khaldoun à l'époque de la dynastie almohade de nombreuses productions maghrébines et andalouses du zajal (poème  écrit en arabe dialectal) ont vu le jour. La forme première du melhoun  était véhiculée par El meddah (le laudateur) et s’accommodait en effet très bien avec la mission de diffusion d’informations. Du XIVe siècle au XIXe siècle, avec les progrès de l'arabisation du Maghreb, une poésie populaire va s'émerger dans une sorte de koïné arabe maghrébine, forgée par les poètes locaux.
Les plus anciens textes connus de cette poésie en arabe dialectal maghrébin, remontent au XVIe siècle et constituent un patrimoine immatériel en danger de disparition. La poésie  melhoun est une poésie  vivante qui est à la base des répertoires de nombreux genres musicaux populaires, bédouins et citadins, et présente dans tous les pays du Maghreb. Le poète Lakhdar Ben Khlouf (XVIe siècle), qu'on appelle Sidi (saint) dans la région de Mostaganem en Algérie, a mis en place les jalons essentiels de cette forme poétique dont s'inspireront d'autres poètes.
Ibn Khaldoun ne mentionne pas explicitement le terme melhoun, mais à la fin de la Muqaddima, il présente des exemples de poésie citadine qu'il nomme arūḍ al-balad. Il attribue la création de ces poèmes à un Andalou du nom d'Ibn Umayr. Cette forme poétique se caractérise par une structure strophique à double rime, que Ibn Khaldoun associe au mouachah et qui présente des similitudes avec certaines compositions du melhoun citadin. Le melhoun se démarque de toutes les catégories de la production poétique en arabe dialectal déjà connues en Espagne et au Proche-Orient au Moyen Âge, telles que le zajal.
Au Maroc, à l'origine, cette poésie chantée en arabe dialectal animait les soirées des Bédouins du Tafilalet. Exportée vers les cités impériales au XIIIe siècle, elle fut ensuite associée à la musique arabo-andalouse et vécut son âge d'or au XVIe siècle, quand la première école de malhoun ouvrit à Meknès,,. Toutefois, selon Georges Séraphin Colin, l'évolution de la poésie populaire au Maroc peut être divisée en deux périodes distinctes. Durant la première période, qui s'étend jusqu'au début de la dynastie des Saadiens au milieu du XVIe siècle, la poésie marocaine en arabe dialectal était directement héritée d'al-Andalus et s'exprimait dans un arabe hispanique devenu la langue "classique" du zajal. La seconde période débute au XVIe siècle, sous les dynasties des Saadiens et des Alaouides, souvent qualifiées de "dynasties bédouinisantes". C'est à cette époque que le melhoun proprement dit, une langue spéciale influencée par les dialectes bédouins, a fait son apparition et s'est développé. En Algérie, le terme désignant le poète populaire est gawwāl et non qawwāl. Le grand nombre de bardes appartenant à des tribus nomades ou du moins rurales, ainsi que le fait que les plus anciens spécimens conservés de ce genre poétique datent du XVIe siècle, semblent appuyer l'analyse de G. S. Colin. Cependant, il est peu probable que ce melhoun soit apparu du jour au lendemain, car il est probable que les tribus arabes émigrées en Afrique du Nord au XIe siècle aient conservé leurs traditions poétiques et composaient des vers dans leur propre dialecte. Au cours du XVIIe siècle, Tlemcen s'était déjà établi comme un centre prospère de la poésie populaire, et c'est à cette époque que le melhoun marocain a bénéficié d'une impulsion renouvelée grâce à l'influence des poètes tlemcéniens exilés.

## Le melhoun en Algérie

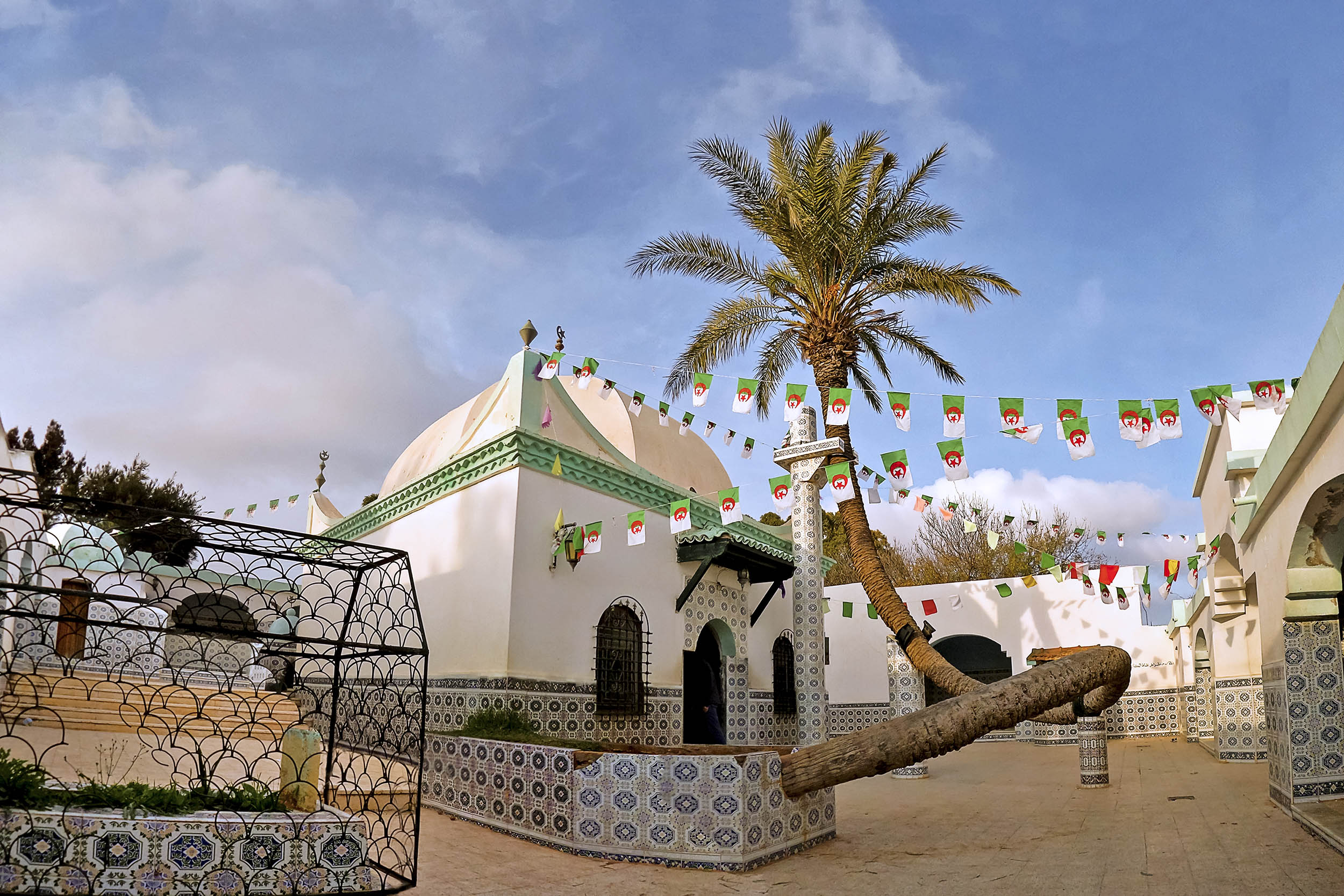
Mausolée de Sidi Lakhdar Benkhlouf.

Ibn Khaldoun écrit, dans la Muqaddima, qu'avant le XIVe siècle, un certain. Ibn el Mouedden exerçait, à Tlemcen, l'art dit aroud el balad, la plus ancienne expression poétique en arabe parlé. Dans le Maghreb central, les pères-fondateurs du melhoun du XVIe siècle sont Sidi Lakhdar Ben Khlouf, M'barek Bouletbag, Laroussi et Benraho, qui ont laissé des œuvres édifiantes et épiques. Puis, apparaît à Tlemcen, les poètes citadins du genre hawzi tels Saïd El-Mendassi, Bentriki et Benmsayeb, et dans la vallée du Chelif : les poètes bédouins Ali Kora et son élève Ben Hammadi ainsi que le chantre des Souids Qada Bessouiket ; et dans la région de Mascara : Adda Belbachir, de la tribu des Hachem, puis El-Habib Benguennoun, pendant que Tahar Benhawwa et Ould Mhamed, chantent ou raillent l'émir Abdelkader.
Il y a eu aussi, Mohammed Belkheir, le poète-combattant des Ouled Sidi Cheikh et Mestfa Ben Brahim des Beni Amer, ainsi que Menaouer Benyekhlef des Medjahers de Mostaganem, contemporain du Hadj Khaled des environs d'Aïn Témouchent ; et des poètes plus contemporains : Bentaïba, Abdelkader El-Khaldi et Abdelkader Bentobdji. Dans le Sahara, de grands poètes se sont imposés avec un genre particulier ; les poètes les plus connus et qui ont vécu à Laghouat et Ouled Djellal sont Sidi El Hadj Aïssa, Benkerbane, Ben Kerriou, Smati et Mohamed Ben Guittoun, l'auteur de la célèbre Hiziya. Laghouat est également connue pour sa poétesse El Mokrania (une rareté dans le melhoun).
Entre le xve et xixe siècles, des genres musicaux distincts se sont constitués à partir du caractère diglossique des chants : la  musique arabo-andalouse qui emploie les mouachah ; le hawzi et le bedoui basés sur le melhoun et le zendani, à partir des  variétés dialectales. Le genre bédoui compte trois styles en Algérie : le bedoui wahrani, le bedoui saharien (aiyai) et le bedoui chaoui. Dans le cas de la tradition musicale citadine d'Alger-Tlemcen. Melhoun fait référence à la poésie, tandis que hawzi et aroubi font référence au texte chanté. Néanmoins, tous peuvent être utilisés comme noms de genre, tout comme le terme qsāyid.
Un festival national de la poésie Melhoun, dédié à Sidi Lakhdar Ben Khlouf, est organisé annuellement dans la wilaya de Mostaganem. Une autre manifestation est organisée à Mazouna, cette ville était une référence dans la poésie du genre melhoun. Elle abritait une commission de haut niveau permettant aux poètes de diverses régions du pays d'enregistrer des poèmes distingués au carnet de Mazouna (kounache Mazouna).

### Constitution d'un savoir sur le melhoun
Les débuts de la conquête française en Algérie, marque les premières traces du Melhoun dans les sources notamment chez les militaires. Dès 1834, Genty de Bussy note un chant sur la prise d'Alger. En 1844, le général Marey traduit une prophétie de Sidi Hadj Aissa sur la prise de Laghouat. Le début du XXe siècle, est marqué par la publication de l'important ouvrage de Sonneck sur les « Chants arabes du Maghreb » qui va inaugurer l'ère des professeurs. Cet ouvrage englobe pratiquement l'ensemble de la littérature orale du Maghreb.
La période qui suit est caractérisée par les travaux des savants coloniaux et des premiers lettrés autochtones qui commencent à prendre leur relève. Mohamed Bencheneb, représentant de cette élite, annonce avec sa publication du poème de Mohammed Benmsayeb sur l'itinéraire du pèlerinage à la Mecque, l'entrée en lice des algériens musulmans dans le champ des études sur le patrimoine.
En 1904, le tlémcénien Abou Ali, publie le premier traité de musique et de poésie algérienne. Puis en 1907, le premier recueil de chants populaires, Le livre des disques et des cylindres du juif algérois Edmond Nathan Yafil est publié. En 1928, paraît le recueil de Qadi Mohamed Al kenz el meknun fi-chi’r el melhun qui contient un grand nombre de textes menacés de l'oubli dont la plupart font partie du répertoire bédouin de l'Oranie. Ce recueil sera largement complété et grossi par les anthologies de Mohamed Bekhoucha et Abderrahmane Sekkal. Une double tendance se profile chez les algériens : la tendance citadine qui va s'intéresser aux textes à l'intérieur de l'univers musical arabo-andalou et la tendance bédouine qui privilégie le Melhoun en tant que texte.
Après l'indépendance, des auteurs vont pouvoir publier un certain nombre de travaux et recueils. En France paraissent à la même époque les ouvrages de Belhalfaoui et de Bessaih. Ahmed Tahar qui fait partie des pionniers, produit une étude sur la métrique. Puis l'arrivée des arabophones monolingues vont investir ce domaine, mais sans véritablement égaler les arabisants des autres pays du Maghreb. Toutefois, en Algérie, deux tares majeures lui ont été continuellement reprochées : sa langue qui reste un dialecte arabe même recherché et poétisé, et la place que lui a accordé la science coloniale et l'orientalisme au détriment de la langue arabe classique.

### Thèmes

#### Religion

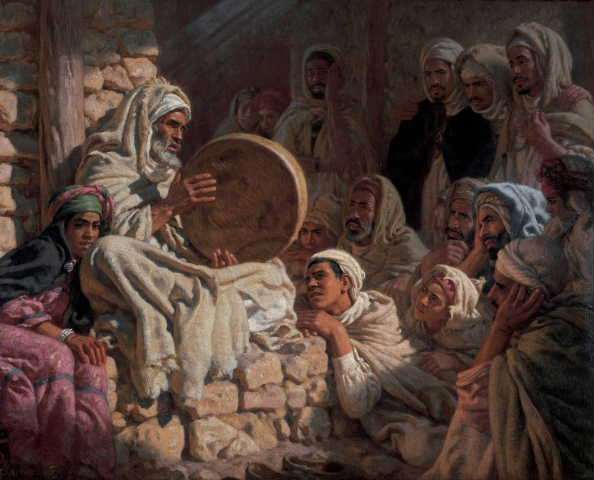
Meddah aveugle chantant l’épopée du prophète, Étienne Dinet.

Les pièces poétiques traitant du thème religieux sont groupées sous l'appellation de medh. Cette appellation couvre différents sujets qui peuvent aussi bien relever d'un hymne en l'honneur du Prophète de l'islam ou d'un autre prophète, que d'un cantique à un saint ou d'une longue sentence éthique. Cette thématique a donné naissance à une abondante littérature dans la mesure où la société trouve dans la religion un moyen de dynamiser l'action.
L'une des qasidas les plus récemment établies est Ibrahim el-Khalil de Belkheznadji (XIXe siècle), interprétée et enregistrée par Mahieddine Bachtarzi, mais rendue, depuis les années 1970, incontournable le jour de l'Aïd-el-kébir, par la radio et télévision algériennes, notamment la version interprétée par Abdelkrim Dali, ce dernier est également interprète de Mâzzyanou nhar el-youm, de sa propre composition. Les œuvres de Sidi Lakhdar Ben Khlouf sont plus strictement « orthodoxes » ; deux d'entre elles se sont singulièrement imposées : « Salla Allah alik ya mohamed nabina (ou grande khezna) et Ya Mohamed ya sidi (ou petite khezna).
Parmi les pièces plus anciennes, la qasida el-hourm ya Rasoul Allah de Mohammed Benmsayeb, à l'adresse du Prophète et nedjm ed-doudja, du même poète tlemcénien. Abdelkader Bentobdji, a consacré sa verve presque exclusivement au saint soufi Abd al Qadir al-Jilani. Les chanteurs de raï interprètent sa qasida, Abdelkader ya Boualem, dédié au saint. Parmi les œuvres de Saïd El-Mendassi, Ya imam ahl Allah, est une véritable supplique à l'adresse de Sidi Boumédiène. Une qacida d'édification religieuse, Ya ddai bel ‘erf, est venue se rajouter, depuis quelques années, aux très nombreuses autres dans le genre chaâbi algérien.
L'une des constantes de cette poésie, c'est souvent une sorte de remords après une vie de débauche et de luxure. C'est le cas de Mohammed Benmsayeb qui le déclare dans une de ses pièces. Lakhdar Ben Khlouf, fait de nombreuses allusions au texte sacré du Coran comme pour impulser la logique du discours et lui assurer, en même temps, les corollaires directs dans le cadre de la foi :

« Gloire au Créateur, 

De l'écorce de mon père, je descendis sous l'aspect liquide, 

D'une goutte d'eau inerte, il m'a fait être, 

Je devins, ensuite, matière plus dense et, enfin, sang. »

.

#### Amour
La poésie courtoise occupe une part importante dans la littérature populaire algérienne. La délicatesse de Mohammed Benmsayeb à Tlemcen, la virilité de Mohamed Ben Guittoun dans le Constantinois, la finesse de Mohamed Belkheir à El Bayadh, le lyrisme de Ali Koura à Relizane, le symbolisme des nomades comme Ben Maouez ou Ben Ferhat offrent un répertoire qui a fortement marqué les générations successives.
Le poème populaire érotique peut être divisé en plusieurs parties avec des relatives variances :
- un couplet introductif, appelé héda, présentant les personnages dans leur caractère irremplaçable ;
- des couplets appelés frach où la femme est décrite ;
- une analyse de l'état intérieur du poète : sentiments d'amour violent et, souvent, tristesse et angoisse de la séparation;
- le souhait de rencontrer l'être aimé ;
- l'obtention d'un rendez-vous ;
- l'assouvissement du besoin d'aimer ;
- l'engagement à la fidélité mutuelle.

Certains éléments entrant dans la parure féminine reviennent très souvent. tel que : le khelkhal (anneaux d'or ou d'argent attachés aux chevilles), le caftan et le khôl. Voici le début d'un poème de Benmsayeb : 

« Qu'a-t-il l'objet de mon amour,  

A l' œil noir et au regard ensorceleur?  

Il est d'une parfaite beauté,  

Et rendrait heureux quiconque le verrait  

Et jouirait de sa présence. »

.

#### Satire
La poésie de satire est appelée hidja (qui vient du verbe arabe hadja qui signifie : lancer contre quelqu'un des traits satiriques, se moquer de lui, le tourner en ridicule, le railler). Le caractère fondamental de la hidja est constitué par l'assignation de l'événement dont il est question. Elle peut s'apparenter à la poésie dite événementielle (chi'r el  mounassabat).
La hidja s'engage directement dans l'actualité, en traitant du social et du politique. Elle est capable de canaliser l'énergie collective pour l'orienter et réaliser un dessein essentiel. Exemple du début du poème traduit Les machinations féminines de Ben Azza, poète de la région de Sétif :

« Ah Seigneur, que n'eus-je possédé un poulain 

dont le hennissement serait plaisant 

et dont les flancs portant traces de l'étrier 

seraient parfois saignants! 

Avec une telle monture, j'irais retrouver la belle 

au campement de laquelle nous arriverions 

pour y passer la soirée. »

.

#### Poésie de combat
Beaucoup de faits de guerre contre l'envahisseur espagnol ou français, ou de révolte contre le pouvoir turc ; ont été consignés dans la poésie populaire. Lakhdar Ben Khlouf évoqua la bataille de Mazagran, Boualem ben Teyyeb Sedjrari chanta le soulèvement des Darqaoua, de même que Besswiket Kada, Kerboub Ahmed et beaucoup d'autres, ont composé une poésie guerrière.
Durant la période coloniale, la poésie de combat, par réaction aux pratiques d'assimilation et d'exploitation, flétrissait la colonisation au niveau moral d'abord - dénonçant la torture, l'expropriation des fellahs et les principes qu'accordait le prétendu droit à la colonisation - avant d'exhorter la population à la guerre sainte. Les vieilles querelles religieuses islam-chrétienté alimenteront cette forme poétique. Exemple du début du poème traduit Ô cavalier! de Mohamed Belkheir, poète des Ouled Sidi Cheikh :

« O cavalier, je t'en prie, informe-nous,
comment va Gourmami, le chef des tribus [Il s'agit de Sid Cheikh.] ? 

Es-tu originaire d'El Abiod, alors sois le bienvenu!

Le lieu est-il délabré ou l'a-t-on rebâti ?

Les impies ont encerclé la qobba.

Aussi nombreux que des fourmis, et tels des rapaces,

ils ont anéanti ce mausolée, symbole de grandeur,

sans que personne n'éprouvât la moindre contrariété.

La vie ne vaudrait plus d'être vécue, alors,

la guerre sainte est préférable, elle est joie et action noble. »

.

#### Éloge funèbre
La poésie populaire de l'éloge funèbre est appelée la rethoua en Algérie du Sud et la r'thia au Nord du pays. À l'intérieur de cette thématique, des sous-groupes sont cependant possibles selon la fonction sociale du personnage dont il est question.
Les séries de poncifs de beauté, fixent l'idéal esthétique féminin. Pour donner plus de poids à la cruauté de la nostalgie, les poètes peuvent diviser la pièce en plusieurs thématiques qui se rapproche ainsi de la qasida classique. Le poème intitulé « Hiziya », un monument dans le genre, respecte ce schéma.
La poésie funèbre tend aussi à contenir un aspect moralisateur et éthique, dans les perspectives d'une éducation spirituelle islamique. Toutefois, la surenchère sur la personne du chef ou du souverain, est chose rare dans le melhoun algérien.

#### Poésie descriptive
La poésie descriptive est appelée ouasf, elle peut viser l'acte religieux dans son expression intime, et à un autre degré, elle s'attache à décrire des scènes quotidiennes et des lieux communs : jardins, points d'eau. C'est une technique d'écriture assez répandue.
Dans cette poésie, on trouve la rhilya (mot vient du verbe arabe rahala qui veut dire : « aller d'un lieu à un autre », « se déplacer, voyager »). Il s'agit d'une pièce poétique qui évoque des aires géographiques. La finalité du poète est de se rendre en ces lieux soit parce qu'ils sont sacrés, soit parce que c'est là que réside l'être aimé. Le poète ne pouvant effectuer ce voyage, il chargera l'intermédiaire, le ramier, de le faire. Il s'agit toujours du voyage de cet animal nommé el-werchan.
Cette médiation du ramier, dans la poésie populaire algérienne, aura un rôle pratique, elle sert à justifier et à 
réagir au sentiment de manque : absence de l'être aimé pour Settouti ; mal du pays après son incarcération en Corse pour Mohamed Belkheir ; nostalgie des lieux saints pour Sidi Lakhdar Ben Khlouf. El-Hesnaoui évoque l'épreuve de la séparation, il rêve d'un courrier que la palombe se doit de transmettre. Chez Mestfa Ben Brahim, c'est un goumri, (le nom du pigeon voyageur domestiqué), qui permet la relation à la personne aimée, Mama l'« Oranaise ». Mustapha El Kebabti confie ses peines et sa tristesse, envers les êtres chers laissés en Algérie. Le pigeon voyageur a une mission : remettre à Alger un message de tendresse. Le poème el-werchan de Mohammed Benmsayeb, est un hommage au Prophète de l'Islam. Il présente le trajet parcouru par la colombe dépêchée auprès du Prophète depuis Tlemcen jusqu'à la ville sainte de Médine.
Le poète donne le pourvoir au ramier de toutes les vertus dont il ne jouit pas, notamment la liberté, le pouvoir 
de mobilité et la force physique. La thématique gravitera autour de deux sortes de références : religieuse et plus profane. Elle décrit un espace sanctifié, par la charge sentimentale créée par l'être aimé ou la terre natale aimée. Le thème d'el-werchan, est restée longtemps tradition vivante, et cela jusqu'à ces dernières décennies, puisqu'on le trouve chez Hadj El Anka. Exemple du début du poème de Ben Brahim, poète de l'Ouest algérien dédié à Mama :

« À partir de Mascara, élève-toi en plein ciel, augmente la vitesse de ton vol, et traverse ces pays inhabités.

Et pose-toi au-dessus de sa maison; dès que tu roucouleras, Mama sortira à ta rencontre,

remets-lui le message de celui qu'elle fait souffrirs ans relâche, 

En lui disant: c'est la lettre du noble qui est épris de toi, ô Mama ,

Tu l'as rendu fou, éternellement malade, et soupirant sans cesse »

.

## Le melhoun au Maroc
Art populaire, de tradition orale, le melhoun ne fait son entrée à l’Académie du Royaume du Maroc qu’au XXe siècle grâce à l’académicien et ancien ministre Mohamed El Fassi qui édite son ouvrage « Maalmat Al Melhoun » ou Encyclopédie du Melhoun en 1997.
Analphabètes, érudits et même certains sultans dont le Sultan Mohammed Ben Abderahman (1859-1873)  s'adonnèrent à l’écriture de ces poèmes appelés « Qassida », composés en dialecte marocain et destinés à être chanté. S’inspirant de la vie quotidienne, les thèmes abordés sont variés : célébration de la beauté féminine (Zine El Fassi ou Beauté Fassie, Mohamed Benslimane), souffrance de l’amant (Chamaa ou La Bougie, Driss Benali et Kif Iwassi ou Comment Faire ?, Sidi Kaddour Alami), glorification des villes (Azemmour majd Al Ajdad ou Azemour berceau des ancêtres, Driss Rahmoun) ou encore exaltation des plaisirs bachiques.

### Les thèmes
Les thèmes les plus récurrents dans la poésie du Melhoun sont : 

#### L’amour et les femmes
Les poètes chantent l’amour en célébrant la beauté physique de leur bien aimée. De nombreuses qassidas portent le nom d’une femme, par exemple les "Qassidas" Rita, Fatma et Nezha de Driss Benali. La souffrance d’un amour non partagé est également un thème récurrent chez les poètes du Melhoun, dans la célèbre Chemaa ou La bougie, Cherif Benali compare les larmes de l’amant à la cire qui se déverse sur le chandelier.
« Et sans gêne ils allumèrent dans mes entrailles, Une mèche et j'entrevis mes funérailles! Je me mis à déverser sur le candélabre, Des gouttes de cire claires comme des sabres. »
« Par Dieu, Chandelle, je t'ai questionné, réponds-moi !
Tant que tu brilles, pourquoi pleurer par ce froid ?
Pourquoi Chandelle, gémir tout au long de la nuit?
Tes sanglots finiront pas déborder des puits !
Pourquoi passes-tu tes nuits à te lamenter ?
Tu es impotente à force de sangloter !
Qu'as-tu, toi que personne n'a égalé en pleurs,
Qui perturbent les gens en quête de bonheur !
Mais qu'as-tu donc, pour te dissoudre en larmes ? 
N'aurai-u trouvé que cette source pour arme ?
Qu'as-tu donc! Tu emplies mon cœur de tristesse ! 
Et tes longs sanglots ravivent ma détresse ! 
Lorsque je vois ta pâleur, mon ombre jaunit, 
Et si ton allure se fane, mon humeur ternit[...] » Extrait de Chemaa, Cherif Benali

#### L'amour de Dieu et du prophète
La poésie mystique occupe une place privilégiée dans la poésie du Melhoun. La plus connue aujourd'hui est  Ana Mali Fiyach ou De quoi me plains-je ?  communément appelée la Fiyachia du poète  Sidi Yahia Cherki. Ce poème a été rendu célèbre grâce à son interprétation d'abord par Abdessadek Cheqara grand maître de la musique Arabo Andalouse et reprise par le chanteur El Haj Mohamed Bouzoubaa. Ce poème est aujourd'hui un incontournable des célébrations traditionnelles et des fêtes religieuses.
« Mais de quoi me plains-je ?
Après tout que crains-je ? 
Gémir sur mon sort?
Dieu est mon réconfort !
[…] J’ai longtemps cogité sur le bonheur
Suffit ! me suis-je bien dit en mon cœur,
Dieu sans que jamais je ne le sache,
Régente mon sort sans relâche.
Ô mon cœur ! Aie confiance en le Seigneur,
Accepte sa sentence en attendant l’heure ! » Extraits de Ana mali fiyach, Sidi Yahia Cherki

#### La politique
Les sujets politiques ne sont pas en reste comme en témoigne le poème Massria ou l'Egyptienne de Driss Benali, dans lequel il décrit l’entrée de Bonaparte en Égypte et relate la présence de combattants marocains aux côtés des résistants égyptiens.
Dans sa Qassida « El Jihad », Mohamed Ben Lahcen Slaoui raconte le bombardement de Salé en 1851 par la flotte française dirigée par l'amiral Louis Dubourdieu.
« O Ben Hassoun ! Chevalier fier de l’Empire,
Prince de Salé et toi Sidi Ben Achir !
Je le jure ! Je le jure solennellement,
Jamais ne franchiront Salé les mécréants !
Oui ! Mercredi matin, quelle triste journée !
Boulets bombardements canonnades effrénées,
Leurs jets brisés gisaient à terre dans les rues,
Nos canons brisent leurs vaisseaux, qui l’aurait cru ?
Ah ! Combien n’ont-ils pas été ridiculisés !
Au vu et au su des nations civilisées !
Heureux enchantés nous sommes dans la Cité !
Jamais ville d’Orient, Égypte n’ont abrité
Pareille Guerre Sainte et le peuple d’Alger
En rapporte la nouvelle et l’apogée. » Extrait d'El Jihad, Mohamed Ben Lahcen Slaoui

#### Le Harraz ou cérbère
Le mot Harraz est dérivé du verbe « haraza » qui signifie surveiller, le harraz veut dire le gardien, le geôlier. Traduit en français par cérbère. Dans ce genre du Melhoun, le poète raconte les subterfuges utilisés par l’amant pour retrouver sa bien aimée emprisonnée par un autre homme, beaucoup plus vieux, qui la convoite également. Cette rivalité se termine toujours à l'avantage du jeune amant.
Foued Guessous, auteur du "Le cerbère – Harraz dans l’imaginaire marocain", voit dans le genre du Harraz une rupture avec le tragique de la poésie arabe classique, "L’amant marocain retrouve toujours sa bien-aimée, contrairement à l’amant du Machrek (Kais et Leïla, par exemple)", affirme-t-il.
« Herraz Aouicha » de Mekki Belkorchi est l’un des textes les plus célèbres de ce genre. Ce poème doit son succès à son adaptation au théâtre dans les années 60 par le metteur en scène Tayeb Saddiki, les passages lyriques furent chantés par ceux qui formèrent plus tard le groupe Nass El Ghiwane.

#### Le vin
Le thème du vin est souvent associé au Carpe Diem. De nombreux poèmes ont pour titre Saki ou l’échanson. Ce  titre est commun aux poètes Ahmed El Ghrabli, Driss Benali, Sidi Kaddour Alami et Jilali Mthired.
« …Echanson ! réveille donc les gazelles
Et prends garde au tour de chacun d’elles
Mais verse donc ! sombre et encore le ciel !
Existe-t-il donc une extase sans vin ?
Oui tout assemblage sans demoiselles est vin !
Enivre tes yeux de la beauté de ce monde
Savoure ses délices et ses joies qui abondent
Cueille le jour et que les bougies s’illuminent !
Gémir ne sert à rien, l’heure s’achemine
Sereine et placide mais incontournable
Aux repentirs elle reste impitoyable… » Extrait de Saki de Jilal Mthired

#### Le burlesque
Le poète contemporain Moulay Ismail Alaoui Selssouli est un adepte du burlesque, parmi ses poèmes à connotations satiriques : La dispute de la guedra et de la cocotte minute, La dispute du kanoun et du four à Majda, Le téléphone fixe et le téléphone portable.

## Tunisie et Libye
Les pièces de poésie originaires de Tripolitaine, recueillies par Sonneck, sont généralement anonymes et proviennent principalement de la tribu des Mahāmīd. En ce qui concerne Stumme (Beduinenlieder), il avait un informateur des Matmata  qui disposait d'un recueil qui lui a servi de documentation sur la Tripolitaine et le Sud Tunisien.
Les spécimens de poésie lyrique rassemblés par P. Marty au début du XXe siècle dans cette dernière région sont tous anonymes. De même, ceux reproduits par Stumme dans Märchen und Gedichte, sont également anonymes. Cependant, les auteurs de certains des 23 poèmes tunisiens présents dans le recueil de Sonneck sont connus, bien que leur ancienneté remonte rarement au-delà du XIXe siècle. Parmi eux, on peut citer Abd Allāh b. Bou Ghāba du Kef, Sasi b. Muḥammad qui décrit longuement le cheval et son cavalier ainsi qu'une partie de chasse, Othman Ulīdī de Bizerte, qui célèbre la construction d'un pont, Aḥmad b. Khouja qui exalte les mérites de la sainte Lalla Manoubia, et enfin Ahmed b. Moussa à qui est attribuée, probablement à tort, la paternité d'un poème de 29 strophes de cinq vers, chaque strophe étant introduite par une lettre de l'alphabet suivie d'un mot commençant par cette même lettre. Cependant, cette pièce (Alīf al-adab) serait plutôt l'œuvre d'Ahmed Mallāk de Sfax, qui était contemporain d'Ahmed Ier Bey et vivait à une époque où la poésie populaire avait connu un développement, en partie grâce à l'impulsion d'Ahmed  Bey. Le Dīwān de ce dernier poète aborde divers sujets, tels que des questions sociales, sages, religieuses, mais aussi amoureuses, satiriques et rurales.

## Poètes représentatifs

### Au Maroc
- Thami L'Harouchi (XXe siècle)
- Abdelaziz El Maghraoui (XVIè siècle)
- Mohamed El Masmoudi (XVIIè siècle)
- Benali Chérif (XIXè siècle)
- Mohamed Nejjar (XIXè siècle)
- Mohammed Bensaïd
- T'hami Medeghri
- Mohamed Benslimane
- M'barek Essoussi
- Djilali M'thired
- Sidi Kaddour El Alami
- Ali El Baghdadi
- Haj Ahmed El Ghrabli
- Zohra al-Fassia
- Lhoussain Toulali

### En Algérie
- Sidi Lakhdar Ben Khlouf (XVIe siècle)[2]
- M'barek Bouletbag (XVIIe siècle)[2]
- Saïd El-Mendassi (XVIIe siècle)[2]
- Ahmed Ben Triki (XVIIe siècle)[2]
- Mohammed Benmsayeb (XVIIIe siècle)[2]
- Mohamed Bendebbah (XVIIIe siècle)
- Ali Kora (XVIIIe siècle)[2]
- Sidi El Hadj Aïssa (XVIIIe siècle)[2]
- Bessouiket (XVIIIe siècle)[2]
- Mohammed et Boumédiène Bensahla (XVIIIe siècle)[2]
- Belabbès (XVIIIe siècle)[2]
- Cheikh Ben Guenoun (XVIIIe siècle)[2]
- Mestfa Ben Brahim (XIXe siècle)[2]
- Mohamed Belkheir (XIXe siècle)
- Ben Kerriou (XIXe siècle)[2]
- Mohamed Ben Guittoun  (XIXe siècle)
- Kaddour Ben Achour Zerhouni (XIXe siècle)
- Mohamed Remaoun (XIXe siècle)
- Abdelkader Bentobdji (XIXe siècle)
- Hachemi Bensmir (XIXe siècle)
- Abdelkader El-Khaldi (XXe siècle)
- Abdelhamid Ababsa (XXe siècle)
- Djilali Ain Tedles (XXe siècle)